# Cometes ericae
Cometes ericae är en skalbaggsart som först beskrevs av Martins och Maria Helena M. Galileo 1994.  Cometes ericae ingår i släktet Cometes och familjen långhorningar. Inga underarter finns listade i Catalogue of Life.